# Edathala
Edathala è una suddivisione dell'India, classificata come census town, di 683 561 abitanti, situata nel distretto di Ernakulam, nello stato federato del Kerala. In base al numero di abitanti la città rientra nella classe II (da 50.000 a 99 999 persone).

## Geografia fisica
La città è situata a 10° 03' 51 N e 76° 22' 26 E.

## Società

### Evoluzione demografica
Al censimento del 2001 la popolazione di Edathala assommava a 67 137 persone, delle quali 33.247 maschi e 33.890 femmine. I bambini di età inferiore o uguale ai sei anni assommavano a 7.329, dei quali 3.795 maschi e 3.534 femmine. Infine, coloro che erano in grado di saper almeno leggere e scrivere erano 53.817, dei quali 27.622 maschi e 26.195 femmine.